# Ночі
Ночі (італ. Noci) — комуна в Італії, у регіоні Апулія, метрополійне місто Барі.
Ночі розташоване на відстані близько 410 км на схід від Рима, 45 км на південний схід від Барі.
Населення — 19 367 осіб (2014).
Щорічний фестиваль відбувається 3 травня (Madonna della Croce) - першої неділі вересня (San Rocco). Покровитель — святий Рох.

## Демографія
Населення за роками:

Станом на 1 січня 2023 року в муніципалітеті офіційно проживало 516 іноземців з 51 країни, серед них 63 громадяни країн Євросоюзу та 9 громадян України.

## Сусідні муніципалітети
- Альберобелло
- Кастеллана-Гротте
- Джоя-дель-Колле
- Моттола
- Путіньяно